# Tore Rilton
Tore Rilton (Göteborg, 18 luglio 1904 – Göteborg, 7 settembre 1983) è stato un medico, scacchista e mecenate svedese.
Ha svolto la professione di medico in uno studio di Stoccolma, ma dopo il suo ritiro è tornato a Göteborg. Era senza figli e dopo la sua morte i suoi beni furono divisi in due parti. Il Museo d'arte di Göteborg ha ricevuto molte opere d'arte, tra cui dipinti di Picasso, Paul Klee e Kandinsky. La neonata Fondazione Rilton ha ricevuto 8 milioni di corone svedesi.
Tore Rilton era un appassionato di scacchi, membro del circolo di scacchi di Stoccolma (Stockholms Schacksällskap, fondato nel 1866). Aveva una valutazione di circa 2000 punti Elo.
Il rendimento del fondo, circa un milione di corone all'anno, è devoluto agli scacchi svedesi, di cui due terzi vanno alla Federazione scacchistica svedese (Sveriges Schackförbund) per organizzare la Rilton Cup a Stoccolma.